# Potosi (Texas)
Potosi és una concentració de població designada pel cens dels Estats Units a l'estat de Texas. Segons el cens del 2000 tenia 1.664 habitants.

## Demografia
Segons el cens del 2000, Potosi tenia 1.664 habitants, 589 habitatges, i 501 famílies. La densitat de població era de 34,8 habitants per km².
Dels 589 habitatges en un 42,6% hi vivien nens de menys de 18 anys, en un 75% hi vivien parelles casades, en un 6,6% dones solteres, i en un 14,9% no eren unitats familiars. En el 12,7% dels habitatges hi vivien persones soles el 5,4% de les quals corresponia a persones de 65 anys o més que vivien soles. El nombre mitjà de persones vivint en cada habitatge era de 2,83 i el nombre mitjà de persones que vivien en cada família era de 3,08.
Per edats la població es repartia de la següent manera: un 27,6% tenia menys de 18 anys, un 6,8% entre 18 i 24, un 29,1% entre 25 i 44, un 26,7% de 45 a 60 i un 9,7% 65 anys o més.
L'edat mediana era de 38 anys. Per cada 100 dones de 18 o més anys hi havia 92,9 homes.
La renda mediana per habitatge era de 49.438 $ i la renda mediana per família de 56.471 $. Els homes tenien una renda mediana de 38.839 $ mentre que les dones 20.822 $. La renda per capita de la població era de 19.997 $. Aproximadament el 9,5% de les famílies i el 7,9% de la població estaven per davall del llindar de pobresa.

## Poblacions més properes
El següent diagrama mostra les poblacions més properes.